# ابونخله
شهر ابونخله (به عربی: أبو نخلة) در الریان در کشور قطر واقع شده‌است. جمعیت این شهر ۱۱٫۳۳۳ نفر است.